# اچ‌ام‌ای‌اس آرونتا (اف‌اف‌اچ ۱۵۱)
اچ‌ام‌ای‌اس آرونتا (اف‌اف‌اچ ۱۵۱) (به انگلیسی: HMAS Arunta (FFH 151)) یک کشتی است که طول آن ۱۱۸ متر (۳۸۷ فوت) می‌باشد. این کشتی در سال ۱۹۹۶ ساخته شد.